# Poppy Drayton
Poppy Gabriella Drayton (Surrey, 7 giugno 1991) è un'attrice britannica, nota per il ruolo di Amberle Elessedil nella serie televisiva The Shannara Chronicles e il ruolo di Elizabeth Thatcher nell'episodio pilota di When Calls the Heart (2013).

## Filmografia

### Cinema
- Emily cortometraggio (2012)
- Down Dog, regia di Andres Dussan (2014)
- Unhallowed Ground, regia di Russell England (2015)
- Writers Retreat, regia di Diego Rocha (2015)
- La sirenetta (film 2018), regia di Chris Bouchard e Blake Harris (2018)
- Aria di primavera, regia di Dwight Little (2018)
- The Rising Hawk - L'ascesa del falco (The Rising Hawk), regia di John Wynn e Achtem Seitablaev (2019)
- Snake Dick (cortometraggio), regia di David Mahmoudieh (2020)

### Televisione
- When Calls the Heart – film TV (2013)
- Downton Abbey – serie TV, 1 episodio (2013)
- Padre Brown (Father Brown) – serie TV, 1 episodio (2014)
- L'ispettore Barnaby (Midsomer Murders) – serie TV, 1 episodio (2014)
- Plebs – serie TV, 1 episodio (2014)
- The Shannara Chronicles – serie TV, 13 episodi (2016-2017)
- Streghe (Charmed) - serie TV (2018-2021)

## Doppiatrici italiane
Nelle versioni in italiano delle opere in cui ha recitato, Poppy Drayton è stata doppiata da:
- Giulia Franceschetti in The Shannara Chronicles, La sirenetta (film 2018)
- Eleonora Reti in Downton Abbey
- Lidia Perrone in Streghe
- Emanuela Ionica in The Rising Hawk - L'ascesa del falco